# (35220) 1994 WU7
1994 دابليو يو 7 (ويعرف أيضًا باسم (35220) 1994 دابليو يو 7 وفق تسمية الكوكب الصغير) (بالإنجليزية: 1994 WU7)‏ هو كويكب ضمن حزام الكويكبات؛ وترتيبه 35220 من حيث الاكتشاف.
اكتُشف هذا الجُرم الفلكي بواسطة سبيس واتش في 28 نوفمبر 1994.

## وصلات خارجية
- (35220) 1994 WU7 في قاعدة بيانات مختبر الدفع النفاث لأجرام النظام الشمسي الصغيرة

- الاكتشاف · مخطط المدار ·  العناصر المدارية · المعلمات المادية

- (35220) 1994 WU7 على موقع ويكي سكاي: DSS2, SDSS, GALEX, IRAS, Hydrogen α, X-Ray, Astrophoto, Sky Map, Articles and images